# 구에촌 (이시카와현)
구에촌(久江村)은 이시카와현 가시마군에 설치되었던 촌이다. 현재의 나카노토정에 해당한다.

## 역사
- 1893년 2월 17일 - 다키오촌의 일부가 분립해 구에촌이 성립하였다.
- 1955년 1월 1일 - 고시지정, 미오야촌, 다키오촌과 합병해 가시마정이 성립하였다.

## 참고문헌
- 『鹿島町史』